# Moroccan Most Active Shares Index
Il Moroccan Most Active Shares Index (abbreviato in MADEX) è un indice della Borsa di Casablanca, in Marocco, che comprende le imprese finanziarie più attive sul mercato marocchino, elencate continuamente nella CSE, con variazioni strettamente legate a tutto il mercato, che ne serve da riferimento per la quotazione di tutti i fondi investiti in azioni.
È uno dei due indici più importanti della borsa di Casablanca, assieme al MASI (Moroccan All Shares Index).
Le imprese finanziarie più attive e quotate sul mercato marocchino sono: la Attijariwafa Bank (tra le più grandi del Marocco e dell'Africa), la Wafa Assurance (marchio assicurativo della Attijariwafa Bank), la Banca Popolare del Marocco, la BMCE bank (Banca Marocchina del Commercio Estero), la BMCI bank (Banca Marocchina per il Commercio e l'Industria), la SNI (Società Nazionale degli Investimenti), Maroc Telecom, il Crédit du Maroc, CIH Bank (Credito Immobiliare e Albergatore), la SAMIR (Società anonima marocchina dell'industria di raffinazione), il Managem e la Sonasid (Società nazionale della siderurgia).